# Слотер, Марк
Марк Аллен Слотер (англ. Mark Allen Slaughter; род. 4 июля 1964, Лас-Вегас, Невада) — американский певец и музыкант, один из основателей глэм-метал группы Slaughter.

## Карьера
Марк Слотер родился в Лас-Вегасе, штат Невада, 4 июля 1964 года.
До создания Slaughter, Марк выступал в Xcursion, металлической группе из Лас-Вегаса, посещая среднюю школу Чапарала, а затем присоединился к Vinnie Vincent Invasion, у которого была хитовая песня «Love Kills», который появился в саундтреке к фильму «Кошмар на улице Вязов 4: Повелитель сна» в 1988 году. После того, как эта группа распалась в конце 1980-х, двое из её участников, Слотер и Дейна Страм, сформировали группу Slaughter.
В 1990-х Слотер продал более пяти миллионов пластинок. Группа четыре раза попала в топ-30 хит-парадов Billboard с такими мелодиями, как «Fly To the Angels» и «Up All Night», а также гастролировала с такими группами, как Kiss, Poison, Black Sabbath и Damn Yankees
Слотер активно участвует в благотворительности с детской больницей Св. Иуды.

## Дискография
22 января 2015 года Slaughter в цифровом формате выпустили сольный альбом под названием Reflections In A Rear View Mirror. Альбом был выпущен по всему миру и стал доступен в формате CD 22 мая 2015 года.
1 апреля 2017 года Слотер объявил, что подписал контракт с лейблом EMP Group и выпустит свой второй сольный альбом Halfway There 26 мая в США и Европе и 10 мая в Японии.
26 мая 2017 года на лейбле EMP Label Group был выпущен второй сольный альбом Слотера, Halfway There.